# Acrocidaris
Acrocidaris is een geslacht van zee-egels uit de familie Pseudodiadematidae.

## Soorten
- Acrocidaris arginensis Weber, 1934 †
- Acrocidaris borissiaki Weber, 1934 †
- Acrocidaris cazioti Lambert, 1926 †
- Acrocidaris crenulata Mercier, 1935 †